# Kreischa
Kreischa é um município da Alemanha, situado no distrito de Sächsische Schweiz-Osterzgebirge, no estado da Saxônia. Tem 28,97 km² de área, e sua população em 2019 foi estimada em 4.532 habitantes.